# Surinam
Surinam, officielt Republikken Surinam (nederlandsk: Republiek Suriname), er et land i det nordøstlige Sydamerika. Det grænser op til Atlanterhavet i nord, Fransk Guyana i øst, Guyana i vest og Brasilien i syd. Surinam er med sine ca. 164.000 km2 Sydamerikas mindste land. Surinam har et indbyggertal på 575.990, hvoraf størstedelen bor langs nordkysten i og omkring landets hovedstad og største by Paramaribo.
Det nuværende Surinam var længe hjemsted for adskillige indfødte stammer. Europæerne kæmpede om området før det omsider kom under nederlandsk herredømme i slutningen af det 17. århundrede. Surinam var Nederlandenes vigtigste sukkerkoloni, hvor afrikanske slaver arbejdede på plantagerne i tusindvis. Med slaveriets ophævelse i 1863 overgik sukkerproduktionen til gældbundne arbejdere fra Asien. Surinam tilhørte det nederlandske handelskompagni Surinam-selskabet fra 1683 til 1795.
I 1954 blev Surinam ophøjet fra koloni til et af Kongeriget Nederlandenes tre konstituerende lande. Den 25. november 1975 rev Surinam sig løs fra nederlandske kongerige og blev en uafhængig stat. Landet har dog fortsat tætte økonomiske, diplomatiske og kulturelle forbindelser til Nederlandene. Surinams indfødte stammer har været tiltagende aktive i kampen for flere landrettigheder.
Surinam anses for at være et caribisk land, og det er således medlem af Caribbean Community (CARICOM). Selvom nederlandsk er landets officielle sprog, taler mange surinamere det kreoloske sranan tongo-sprog, der i vid udstrækning bruges som et lingua franca. Surinam er det eneste land uden for Europa, hvor størstedelen af befolkningen taler nederlandsk. Surinamerne er en af de etnisk, men også religiøst og sprogligt mest sammensatte befolkningsgrupper i verden. 

## Historie
Før europæerne kom til landet, boede oprindelige folk i området; først og fremmest arawakere og caribere. Surinams kyst blev først beskrevet af europæere i 1498 af Christoffer Columbus, og i 1593 kom området officielt under spansk herredømme, uden at Spanien oprettede kolonier der. En række nederlandske handelsstationer blev oprettet langs kysten fra og med 1616, og i 1667 blev kolonien Hollandsk Guyana oprettet. Fra 1951 fik kolonien stadig mere selvstyre, og 15. december 1955 blev landet en autonom del af Holland. Surinam blev selvstændig 25. november 1975.

## Politik
Surinam er et demokrati, som bygger på landets grundlov fra 1987. Den lovgivende myndighed kaldes Nationalforsamlingen og har 51 medlemmer. Disse vælges hvert femte år.
Nationalforsamlingen vælger leder for den udøvende myndighed, præsidenten, ved at der vælges en kandidat, som har to tredjedels flertal. Hvis nationalforsamlingen ikke kommer frem til en kandidat med et sådant flertal, vælges præsidenten af Folkeforsamlingen. Folkeforsamlingen består af 289 regionale repræsentanter.
Surinam er et fuldt og deltagende medlem i CARICOM (Caribisk fællesskab og fællesmarked).
Surinam er også medlem af FN.

## Geografi
Surinams hovedstad og største by er Paramaribo. Landet har en befolkning på 289.000 indbyggere(1997). Nickerie, Albina og Moengo er andre større byer, der kan nævnes.
Landet kan groft inddeles i to geografiske dele. Den nordlige består hovedsageligt af dyrket jord, og det er her, størstedelen af befolkningen bor. Den sydlige er dels savanner, dels regnskov. Da landet ligger nær ækvator, er klimaet tropisk, og temperaturen varierer kun lidt gennem året. Der er to regntider: fra december til starten af februar; og fra slutningen af april og til midten af august.

### Distrikter
Surinam er inddelt i 10 distrikter:
| - Brokopondo - Commewijne - Coronie - Marowijne - Nickerie | - Para - Paramaribo - Saramacca - Sipaliwini - Wanica |

## Økonomi
Surinams økonomi domineres af bauxitindustrien, som udgør mere end 15% af landets samlede BNP og næsten 70% af eksportindtægterne. Den næstvigtigste eksportvare er sukker. De vigtigste eksportlande er Holland og USA samt caribiske lande. Der findes også olie- og guldreserver i landet.
Omtrent en fjerdedel af Surinams befolkning arbejder inden for landbrugssektoren.
| Økonomiske nøgletal         | Værdi         | % af BNP | År, kilde           |
| --------------------------- | ------------- | -------- | ------------------- |
| BNP                         | 1,6 mrd US$   |          | 2006, Verdensbanken |
| BNP (vekst) (Verdensbanken) | 5,10 %        |          | 2005, UNDP Database |
| Industriproduktion          | 1,4 %         |          | 2006, UN Statistics |
| Konsumpriser                | 11,4 %        |          | 2006, UN Statistics |
| Arbejdsløshed               | 14,0 %        |          | 1999, UN Statistics |
| Handelsbalance              | -0,13 mrd US$ |          | 2005, UNDP Database |
| Betalingsbalance            | -0,14 mrd US$ |          | 2005, UNDP Database |
| Udviklingshjælp             | 0,04 mrd US$  |          | 2005, UNDP Database |
| BNP per indb                | 1.342 US$     |          | 2005, UNDP Database |

## Demografi
Etnisk sammensætning:
- indere 37%
- Kreoler 31%
- Javanesere 15%.

Desuden et mindre antal indianere og maroner.
Religion:
- Kristne 48%
- Hinduer 27%
- Muslimer 20%.

Hertil kommer mindre grupper med indiansk eller afro-caribisk religion.
I Surinam er det officielle sprog nederlandsk, men der tales også sranan tongo og forskellige stammedialekter.